# كاولو كورني
كاولو كورني هي قرية في بلدية فوجسواف، الواقعة ضمن مقاطعة جدزو، في محافظة شفنتكشيسكي، في جنوب وسط بولندا.
تبعد القرية حوالي 7 كيلومترات (4 أميال) من الجنوب الغربي لفوجسواف، و21 كيلومترًا (13 ميلًا) من الجنوب الغربي لجدزو، و57 كيلومترًا (35 ميلًا) من الجنوب الغربي للعاصمة الإقليمية كلسي.